# Jacques Bardin
Pour les articles homonymes, voir Bardin.
Jacques Bardin, né le 14 novembre 1964, est un écrivain français.

## Biographie
Agrégé de lettres modernes en 1991, il soutient en 1995, à l'université Nice-Sophia-Antipolis, une thèse de doctorat, intitulée Pierre Loti, Victor Segalen et l'exotisme, qui se penche sur le succès rencontré dans le public par l'exotisme en littérature entre 1870 et 1918. La thèse étudie ensuite la présence de ce thème chez les écrivains de cette période et, notamment, chez Pierre Loti et Victor Segalen, tous deux hostiles dans leurs œuvres au tourisme comme au colonialisme.
Professeur au lycée Masséna jusqu'en 2001, puis professeur à Paris (lycée Racine), il fait paraître en 1997 dans la collection Le Masque un roman policier, Pas de vieux os, où le vieil inspecteur Arsonneau doit faire équipe avec le jeune inspecteur Andrieux afin d'élucider le meurtre d'une vieille dame de 91 ans, dont la chambre a été saccagée. Ce roman lui vaut en 1997 le prix du roman policier du festival de Cognac.
Il a publié depuis un second roman policier, La Belle et la Malle, aux éditions Bénévent de Nice.
Après avoir consacré un texte biographique au handicap avec Sur mes deux oreilles, il se dirige vers le théâtre avec deux pièces Piège et Poisons qui mettent en scène l'envers du décor, le soubassement crasseux de chaque époque : les tranchées de la Grande Guerre pour Piège, le pieux règne de Louis XIV pour l'affaire des Poisons.
Le 5 avril 2019, il publie La Réplique, une pièce de théâtre qui retrace l'aventure de quatre comédiens qui répètent dans un théâtre en ruines ; ils attendent la réplique au milieu des décombres...
Les Peaux-Rouges, parue le 03 décembre 2020, est une pièce de théâtre ayant pour thématique la vieillesse et la mort. La pièce évoque la vie de Célestine aux prises avec ses souvenirs, avec son fils et sa petite-fille.
En septembre 2021, il publie Les Mouettes qui mettent en scène une situation dramatique, un naufrage, au cours duquel s'affrontent les survivants.
En juillet 2022 il publie  La Sous-commission, une pièce de théâtre sur les travers et les folies du conformisme et de l'administration.
En novembre 2023 Il Publie L'Aérostat, une pièce de théâtre dans laquelle un homme se découvre un don, celui de voler. Mais il ne vole quà quelques centimètres au-dessus du sol. Famille et entourage sont bouleversés par cet événement.

## Œuvres

### Romans
- Pas de vieux os, Paris, Librairie des Champs-Elysées, coll. « Le Masque » (no 2322), 1997, 286 p. (ISBN 978-2-702-42759-0).
- La Belle et la Malle : roman policier, Nice, Éd. Bénévent, coll. « Mercuria », 2004, 203 p. (ISBN 978-2-848-71291-8)

### Récit
- Sur mes deux oreilles, Paris, L'harmattan, coll. « Les Impliqués », 2015, 118 p. (ISBN 978-2-343-07965-3)

### Théâtre
- Piège suivi de Poisons, Paris, L'harmattan, coll. « Théâtres », 2017, 142 p. (ISBN 978-2-343-12524-4)
- La Réplique, Paris, L'harmattan, coll. « Théâtres », 2019, 52 p. (ISBN 978-2-343-17308-5, lire en ligne)
- Les Peaux-Rouges, Paris, L'harmattan, coll. « Théâtres », 2020, 88 p. (ISBN 978-2-343-21921-9)
- Les Mouettes, Paris, L'harmattan, coll. « Théâtres », 2021, 86 p. (ISBN 978-2-343-24381-8)
- La Sous-commission, Paris, L'harmattan, coll. « Théâtres », 2022, 116 p. (ISBN 978-2-14-027835-8)
- L'Aérostat, Paris, Les Impliqués, coll. "Théâtres", 2023, 94 p.  (ISBN 978-2-38541-619-5)